# Hamzalija Ajanović
Hamzalija Ajanović (Tešanj, 1892. – Vrbanja kraj Banje Luke, 4. srpnja 1925.) bio je bosanskohercegovački novinar i političar. 

## Životopis
Rođen je 1892. u Tešnju. Gimnaziju je pohađao u  Sarajevu i Banjoj Luci. Kao gimnazijalac djelovao u pravaškoj Mladoj Hrvatskoj čiji je tajnik i predsjednik, te urednik njezina sarajevskoga glasila Hrvatska svijest koje je novčano podupirao Ademaga Mešić. Godine 1912. predsjednik Mlade Hrvatske u Zagrebu. Slavistiku i romanistiku studirao je u  Beču,  Zagrebu Grazu, a diplomirao u Zagrebu 1920. godine. Politički i literarno aktivan još kao učenik, a naročito kao student. Na izborima 1920., 1923. i 1925. biran je za poslanika u parlamentu Kraljevine SHS kao nosliac liste za banjalučko okružje, a od 1922. glavni je urednik Pravde, glasila JMO. U svojim skupštinskim govorima i novinskim tekstovima kontinuirano je ukazivao na izuzetno težak položaj Bosne i Bošnjaka u Kraljevini SHS. Oženio je kći Ademage Mešića Nasihu. Osnovao je Muslimansko kulturno društvo Narodnu uzdanicu, koje je bilo povezano s JMO i djelovalo kao protuteža srpsko-jugoslavenski usmjerenom Muslimanskom kulturnom i prosvjetnom društvu Gajretu. Poginuo je kod Banje Luke u prometnoj nesreći. Pokopan je u Banjoj Luci u haremu džamije Ferhadije.
Knjigu njegovih izabranih tekstova priredio je i objavio 2000. godine Amir Brka.

## Vanjske povezice
- Hamzalija Ajanović